# Slobozia Nouă (okręg Bacău)
Slobozia Nouă – wieś w Rumunii, w okręgu Bacău, w gminie Stănișești. W 2011 roku liczyła 836 mieszkańców.